# Phillip Gyau
Phillip Gyau (Silver Spring, 7 febbraio 1966) è un allenatore di calcio, ex calciatore ed ex giocatore di beach soccer statunitense.

## Biografia
Era figlio di Joseph Agyemang-Gyau, calciatore professionista e nazionale ghanese. Ne hanno seguito le orme anche il figlio Joseph-Claude, diventato calciatore professionista, anch'egli nazionale statunitense, e la figlia Mia-Irene, anch'ella calciatrice, entrambi avuti dalla moglie Leslie Amina Gyau.
Nel 2007 è stato inserito nel "Maryland Soccer Hall of Fame".

## Carriera

### Calciatore

#### Club
Formatosi calcisticamente nella rappresentativa della Howard University, in cui si laurea nel 1987, Gyau inizia la carriera da professionista nei Washington Diplomats, con cui vince l'American Soccer League 1988 battendo in finale i Ft. Lauderdale Strikers.
L'anno seguente passa ai Maryland Bays, club con cui vince l'American Professional Soccer League 1990.
Dopo un anno ai T.B. Rowdies, passa ai Colorado Foxes, che lascerà nel corso della stagione 1993 per giocare nei Los Angeles Salsa, con cui perde la finale del torneo proprio contro le Foxes.
Nella stagione 1994 passa ai canadesi del Montréal Impact, con cui vince l'APSL 1994, ultima edizione dell'American Professional Soccer League. Con il club del Québec esordì il 1º luglio 1994 contro i Toronto Blizzard, mentre la prima e unica rete la mise a segno il 14 agosto seguente contro i Vancouver 86ers: in totale Gyau ha giocato con l'Impact 8 incontri, segnando una rete.
Gyau contemporaneamente al calcio a undici si dedicò all'indoor soccer, giocando con i Baltimore Blast ed i Washington Warthogs.
Lasciato il calcio a undici diverrà allenatore e giocatore della nazionale di beach soccer degli Stati Uniti d'America.

#### Nazionale
Gyau vestì la maglia della nazionale statunitense dal 1989 al 1991, giocando 5 incontri amichevoli ed uno valido per la qualificazione ai mondiali del 1990.

### Allenatore
Nell'aprile 2014 diviene l'allenatore degli Howard Bison. Gyau è anche allenatore nel club giovanile del Bethseda.

## Statistiche

### Cronologia presenze e reti in Nazionale
| Cronologia completa delle presenze e delle reti in nazionale ― Stati Uniti | Cronologia completa delle presenze e delle reti in nazionale ― Stati Uniti | Cronologia completa delle presenze e delle reti in nazionale ― Stati Uniti | Cronologia completa delle presenze e delle reti in nazionale ― Stati Uniti | Cronologia completa delle presenze e delle reti in nazionale ― Stati Uniti | Cronologia completa delle presenze e delle reti in nazionale ― Stati Uniti | Cronologia completa delle presenze e delle reti in nazionale ― Stati Uniti | Cronologia completa delle presenze e delle reti in nazionale ― Stati Uniti |
| Data                                                                       | Città                                                                      | In casa                                                                    | Risultato                                                                  | Ospiti                                                                     | Competizione                                                               | Reti                                                                       | Note                                                                       |
| -------------------------------------------------------------------------- | -------------------------------------------------------------------------- | -------------------------------------------------------------------------- | -------------------------------------------------------------------------- | -------------------------------------------------------------------------- | -------------------------------------------------------------------------- | -------------------------------------------------------------------------- | -------------------------------------------------------------------------- |
| 4-6-1989                                                                   | East Rutherford                                                            | Stati Uniti                                                                | 3 – 0                                                                      | Perù                                                                       | Amichevole                                                                 | -                                                                          | 46’                                                                        |
| 17-6-1989                                                                  | New Britain                                                                | Stati Uniti                                                                | 2 – 1                                                                      | Guatemala                                                                  | Qual. Mondiali 1990                                                        | -                                                                          | 46’                                                                        |
| 24-6-1989                                                                  | Miami                                                                      | Stati Uniti                                                                | 0 – 1                                                                      | Colombia                                                                   | Amichevole                                                                 | -                                                                          | 61’                                                                        |
| 28-7-1990                                                                  | Milwaukee                                                                  | Stati Uniti                                                                | 1 – 2                                                                      | Germania Est                                                               | Amichevole                                                                 | -                                                                          | 46’                                                                        |
| 15-9-1990                                                                  | High Point                                                                 | Stati Uniti                                                                | 3 – 0                                                                      | Trinidad e Tobago                                                          | Amichevole                                                                 | -                                                                          | 46’                                                                        |
| 19-10-1991                                                                 | Washington                                                                 | Stati Uniti                                                                | 1 – 2                                                                      | Corea del Nord                                                             | Amichevole                                                                 | -                                                                          | 77’                                                                        |
| Totale                                                                     |                                                                            | Presenze                                                                   | 6                                                                          |                                                                            | Reti                                                                       | 0                                                                          |                                                                            |

## Palmarès

### Club
- American Soccer League: 1

Washington Diplomats: 1988
- American Professional Soccer League: 2

Maryland Bays: 1990
Montréal Impact: 1994